# Quinídio Correia
Quinídio Major Pinto Correia (ur. 23 grudnia 1951 w Funchal) – portugalski polityk, lekarz i samorządowiec związany z Maderą, eurodeputowany IV kadencji.

## Życiorys
Ukończył studia medyczne, specjalizował się w zakresie urologii, podejmując praktykę w tym zawodzie. Zaangażował się w działalność polityczną w ramach Partii Socjalistycznej. W latach 1995–1999 sprawował mandat posła do Parlamentu Europejskiego IV kadencji, wchodząc w skład frakcji socjalistycznej. W 2001 został ordynatorem oddziału urologii w Centro Hospitalar do Funchal. Do 2008 zasiadał w zarządzie miasta (câmara municipal), od 2009 do 2013 był dyrektorem ds. urologii w ramach regionalnej służby zdrowia (Serviço de Saúde Regionu Autonomicznego Madery). Pozostał aktywnym działaczem Partii Socjalistycznej i członkiem jej władz regionalnych.